# Tom Lloyd
Tom Lloyd (ur. w 1979) – brytyjski autor książek fantasy. Znany głównie z cyklu Królestwo Zmierzchu.
Lloyd urodził się w Wielkiej Brytanii, a studiował na University of Southampton politykę i stosunki międzynarodowe. Pierwszą książkę zaczął pisać na studiach, lecz wydał ją dopiero po nich gdy rozpoczął pracę w wydawnictwie.
W Polsce jego książki ukazują się nakładem wydawnictwa Rebis.

### CyklKrólestwo Zmierzchu
- Siewca Burzy (2008) – tytuł oryginalny The Stormcaller (2006)
- Herold Zmierzchu (2008) – tytuł oryginalny The Twilight Herald (2007)
- Złodziej Grobów (2009) – tytuł oryginalny The Grave Thief (2008)
- Naznaczony przez Bogów (2011) – tytuł oryginalny The Ragged Man (2010)
- Strażnik Mroku (2013) - tytuł oryginalny The Dusk Watchman (2012)

w przygotowaniu:
- The God Tattoo, and other short stories of the Land (listopad 2013)